# Westbrook, Texas
Westbrook är en ort i Mitchell County i delstaten Texas, USA.